# Хассан Яздані
Хассан Яздані (перс. حسن یزدانی چراتی; нар. 26 грудня 1994, село Лапу Шахра, дехестан Чапакруд, бахш Гіль Хуран, шахрестан Джуйбар, остан Мазендеран) — іранський борець вільного стилю, триразовий чемпіон, триразовий срібний та бронзовий призер чемпіонатів світу, дворазовий чемпіон Азії, дворазовий чемпіон Азійських ігор, триразовий володар Кубків світу, чемпіон та дворазовий срібний призер Олімпійських ігор.

## Біографія
Боротьбою почав займатися з 2006 року. Був бронзовим призером чемпіонату Азії 2011 року та срібним призером чемпіонату світу того ж року серед кадетів. Чемпіон світу та Азії 2014 року серед юніорів.
Виступає за борцівський клуб «Яздані», Джуйбар.
Вивчаув фізичне виховання та державне управління в Ісламському університеті Азад.
Він є далеким родичем Рези Яздані — іранського борця, дворазового чемпіона світу.

## Спортивні результати на міжнародних змаганнях

### Виступи на Олімпіадах
| Змагання                    | Збірна | Вагова категорія          | Місце  |
| --------------------------- | ------ | ------------------------- | ------ |
| Літні Олімпійські ігри 2016 | Іран   | вільна боротьба, до 74 кг | Золото |
| Літні Олімпійські ігри 2020 | Іран   | вільна боротьба, до 86 кг | Срібло |
| Літні Олімпійські ігри 2024 | Іран   | вільна боротьба, до 86 кг | Срібло |

У фіналі літніх Олімпійських ігор 2016 року в Ріо-де-Жанейро у ваговій категорії до 74 кг Хассан Яздані зустрівся з представником Росії Аніуаром Гедуєвим. По ходу поєдинку іранець поступався з рахунком 0-6, однак зумів зрівняти рахунок. При рівному підсумковому рахунку сутички остання результативна дія є вирішальною — перемогу віддали іранському борцеві. Став срібним призером літніх Олімпійських ігор 2020 року в Токіо, поступившись у фінальному поєдинку представнику США Девіду Тейлору з рахунком 3:4. На літніх Олімпійських ігор 2024 року в Парижі знову здобув срібну нагороду, поступившись у фіналі уродженцю Дагестана, що представляв Болгарію Магомеду Рамазанову з рахунком 1:7.

### Виступи на Чемпіонатах світу
| Змагання                        | Збірна | Вагова категорія          | Місце  |
| ------------------------------- | ------ | ------------------------- | ------ |
| Чемпіонат світу з боротьби 2015 | Іран   | вільна боротьба, до 70 кг | Срібло |
| Чемпіонат світу з боротьби 2017 | Іран   | вільна боротьба, до 86 кг | Золото |
| Чемпіонат світу з боротьби 2018 | Іран   | вільна боротьба, до 86 кг | Бронза |
| Чемпіонат світу з боротьби 2019 | Іран   | вільна боротьба, до 86 кг | Золото |
| Чемпіонат світу з боротьби 2021 | Іран   | вільна боротьба, до 86 кг | Золото |
| Чемпіонат світу з боротьби 2022 | Іран   | вільна боротьба, до 86 кг | Срібло |
| Чемпіонат світу з боротьби 2023 | Іран   | вільна боротьба, до 86 кг | Срібло |

### Виступи на Чемпіонатах Азії
| Змагання                       | Збірна | Вагова категорія          | Місце  |
| ------------------------------ | ------ | ------------------------- | ------ |
| Чемпіонат Азії з боротьби 2018 | Іран   | вільна боротьба, до 86 кг | Золото |
| Чемпіонат Азії з боротьби 2021 | Іран   | вільна боротьба, до 86 кг | Золото |

### Виступи на Азійських іграх
| Змагання           | Збірна | Вагова категорія          | Місце  |
| ------------------ | ------ | ------------------------- | ------ |
| Азійські ігри 2018 | Іран   | вільна боротьба, до 86 кг | Золото |
| Азійські ігри 2023 | Іран   | вільна боротьба, до 86 кг | Золото |

### Виступи на Іграх ісламської солідарності
| Змагання                          | Збірна | Вагова категорія          | Місце  |
| --------------------------------- | ------ | ------------------------- | ------ |
| Ігри ісламської солідарності 2017 | Іран   | вільна боротьба, до 86 кг | Золото |

### Виступи на Кубках світу
| Змагання                    | Збірна | Вагова категорія          | Місце  |
| --------------------------- | ------ | ------------------------- | ------ |
| Кубок світу з боротьби 2015 | Іран   | вільна боротьба, до 70 кг | Золото |
| Кубок світу з боротьби 2016 | Іран   | вільна боротьба, до 74 кг | Золото |
| Кубок світу з боротьби 2017 | Іран   | вільна боротьба, до 86 кг | Золото |

### Виступи на інших змаганнях
| Змагання                                    | Збірна | Вагова категорія          | Місце  |
| ------------------------------------------- | ------ | ------------------------- | ------ |
| Гран-прі Парижа з боротьби 2015             | Іран   | вільна боротьба, до 70 кг | Золото |
| Кубок Тахті 2015                            | Іран   | вільна боротьба, до 70 кг | Золото |
| Гран-прі Парижа з боротьби 2016             | Іран   | вільна боротьба, до 74 кг | Срібло |
| Турнір Олександра Медведя 2016              | Іран   | вільна боротьба, до 74 кг | Срібло |
| Турнір Дана Колова — Николи Петрова 2019    | Іран   | вільна боротьба, до 86 кг | Золото |
| Клубний чемпіонат світу з боротьби 2019     | Іран   | команда                   | Золото |
| Меморіал Болата Турлиханова 2022            | Іран   | вільна боротьба, до 86 кг | Золото |
| Відкритий чемпіонат Загреба з боротьби 2023 | Іран   | вільна боротьба, до 86 кг | Золото |
| Меморіал Імре Поляка та Яноша Варги 2024    | Іран   | вільна боротьба, до 86 кг | Золото |

### Виступи на змаганнях молодших вікових груп
| Змагання                                      | Збірна | Вагова категорія          | Місце  |
| --------------------------------------------- | ------ | ------------------------- | ------ |
| Чемпіонат Азії з боротьби серед юніорів 2014  | Іран   | вільна боротьба, до 66 кг | Золото |
| Чемпіонат світу з боротьби серед юніорів 2014 | Іран   | вільна боротьба, до 66 кг | Золото |
| Чемпіонат Азії з боротьби серед кадетів 2011  | Іран   | вільна боротьба, до 50 кг | Бронза |
| Чемпіонат світу з боротьби серед кадетів 2011 | Іран   | вільна боротьба, до 50 кг | Срібло |